# Corixidae

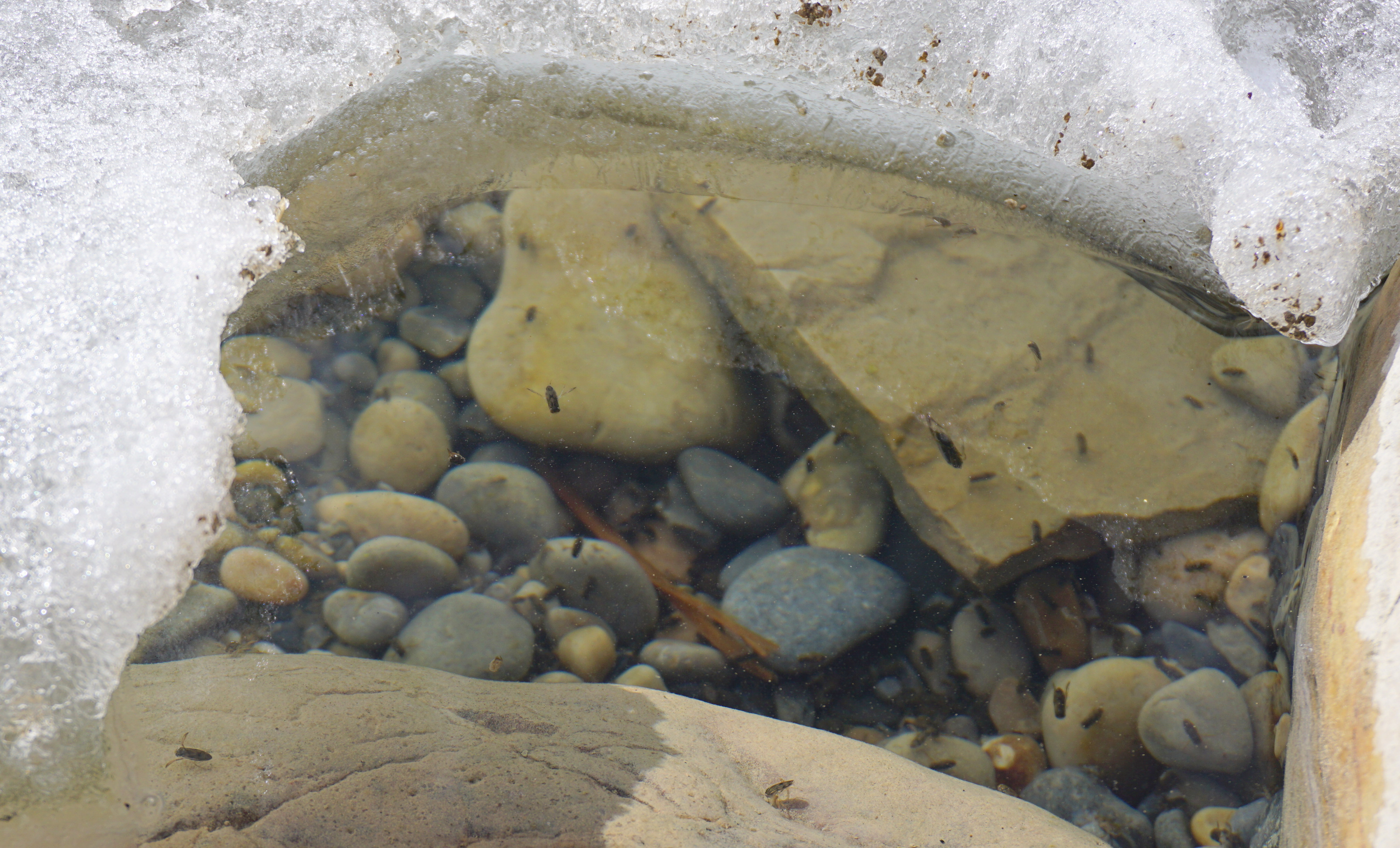
Corixidade activo sob uma camada de gelo no Glenmore Reservoir, Calgary, Alberta.

Corixidae é uma família de insectos aquáticos da ordem Hemiptera com distribuição natural quase cosmopolita em virtualmente qualquer habitat de água doce e com algumas espécies presentes em águas salobras e salgadas. O grupo inclui cerca de 500 espécies validamente descritas, repartidas por 33 géneros, incluindo o género Sigara.

## Géneros
Existem pelo menos 55 géneros da família Corixidae (fontes — i = ITIS, c = Catalogue of Life, g = GBIF, b = Bugguide.net):
- Acromocoris Bode, 1953 g
- Agraptocorixa Kirkaldy, 1898 g
- Archaecorixa Popov, 1968 g
- Arctocorisa Wallengren, 1894 i c g b
- Bakharia Popov, 1988 g
- Bumbacorixa Popov, 1986 g
- Callicorixa White, 1873 i c g b
- Cenocorixa Hungerford, 1948 i c g b
- Centrocorisa Lundblad, 1928 i c g
- Corisella Lundblad, 1928 i c g b
- Corixa Geoffroy, 1762 i c g
- Corixalia Popov, 1986 g
- Corixonecta Popov, 1986 g
- Corixopsis Hong & Wang, 1990 g
- Cristocorixa Popov, 1986 g
- Cymatia Flor, 1860 i c g b
- Dasycorixa Hungerford, 1948 i c g b
- Diacorixa Popov, 1971 g
- Diapherinus Popov, 1966 g
- Diaprepocoris c g
- Ectemnostegella Lundblad, 1928 g
- Gazimuria Popov, 1971 g
- Glaenocorisa Thomson, 1869 i c g b
- Graptocorixa Hungerford, 1930 i c g b
- Haenbea Popov, 1988 g
- Heliocorisa Lundblad, 1928 g
- Hesperocorixa Kirkaldy, 1908 i c g b
- Liassocorixa Popov, Dolling & Whalley, 1994 g
- Linicorixa Lin, 1980 g
- Lufengnacta Lin, 1977 g
- Mesocorixa Hong & Wang, 1990 g
- Mesosigara Popov, 1971 g
- Micronecta Kirkaldy, 1897 g b
- Morphocorixa Jaczewski, 1931 i c g
- Neocorixa Hungerford, 1925 i c g
- Neosigara Lundblad, 1928 g
- Palmacorixa Abbott, 1912 i c g
- Palmocorixa b
- Paracorixa Stichel, 1955 g
- Parasigara Poisson, 1957 g
- Pseudocorixa Jaczewski, 1931 i c g
- Ramphocorixa Abbott, 1912 i c g b
- Ratiticorixa Lin, 1980 g
- Shelopuga Popov, 1988 g
- Siculicorixa Lin, 1980 g
- Sigara Fabricius, 1775 i c g b
- Sigaretta Popov, 1971 g
- Synaptonecta Lundblad, 1933 i c g b
- Tenagobia Bergroth, 1899 i c g
- Trichocorixa Kirkaldy, 1908 i c g b
- Velocorixa Popov, 1986 g
- Venacorixa Lin Qibin, 1986 g
- Vulcanicorixa Lin, 1980 g
- Xenocorixa Hungerford, 1947 g
- Yanliaocorixa Hong, 1983 g